# ホセ・アブエバ
ホセ・ベロソ・アブエバ（José Veloso Abueva、1928年5月25日 - 2021年8月18日）は、フィリピンの政治学者、公立大学経営者で、フィリピン大学の第16代学長を務めた。1962年に政治学分野における卓越した青年10人 (Ten Outstanding Young Men, TOYM) のひとりに選ばれた彼は、その経歴の大部分を学界で過ごした。彼は、フィリピン大学ディリマン校国家行政ガバナンス学部の教員のほか、ニューヨーク市立大学ブルックリン校やイェール大学の客員教授を務めた。また、東京の国連大学でも働いた。アブエバの国家への奉仕としては、1971年に開かれた制憲会議 (the 1971 Constitutional Convention) における書記役や、旧軍用基地の転用計画を立てた立法＝行政評議会 (the Legislative-Executive Council) の座長、立法＝行政にかかる地方政府改革委員会 (the Legislative-Executive Local Government Reform Commission) における執行役員 (executive director)、などがあった。アブエバは、『Focus in the Barrio: The Foundation of the Philippine Community Development Program』、『Ang Filipino sa Siglo 21』をはじめ、多数の著作を出した。編書には、20巻からなる『PAMANA: The UP Anthology of Filipino Socio-Political Thought since 1872』などがある。
アブエバは、フィリピン大学ディリマン校の政治学および行政学の名誉教授であった。彼はまた、自由フィリピンのための市民運動 (the Citizens Movement for a Free Philippines) の顧問委員会の座長も務めていた。彼は、大統領グロリア・マカパガル・アロヨの指名によって、フィリピンの憲法顧問委員会 (the consultative constitutional commission) の座長となった。彼は、フィリピンにおける連邦主義や議会主義の強力な擁護者でもあった。
彼は、分析家たちを集め、フィリピンにおける世論調査機関としてパルス・アジアを組織した。
アブエバは、カラヤーン・カレッジの創設者でもあり、学長も務めた。
アブエバは、10年に及んだ国連大学での勤務のうち8年間は東京に滞在しており、知日派としても知られた。

## 経歴
アブエバは、1928年5月25日に、ボホール州タグビララン、ないしは、セブ州セブに生まれた。
日本占領時期のフィリピンにおいて、16歳の少年だった彼は、日本側に捕えられ、行方不明となった両親を探したが、ふたりは結局、死亡していることが判明した。日本軍によって殺されていたのである。
アブエバには、テオドロ（愛称テディ、Teodoro (Teddy), Jr.、故人（2004年時点、以下同様））、プリフィカシオン（ネニー、Purificacion (Neny)、故人、タグビラランの検事ラモン・ビナミラ (Atty. Ramon Binamira、故人）の嫁ぐ）、ナポレオン（ビリー、Napoleon (Billy)、彫刻家、国家芸術家）、アメリア（インダイ、Amelia (Inday) Martinez、シカゴ在住）、テレシタ（チン、Teresita (Ching) Floro、シドニー在住）、アントニオ（トニー、Antonio (Tony)、造園家と、合わせて6人のきょうだいがいた。
1987年から1993年にかけて、アブエバはフィリピン大学の学長を務めた。彼は、1987年に社会的学費支援制度 (Socialized Tuition Fee Assistance Program, STFAP) を導入した。アブエバはまた、大学内におけるフィリピン語使用の方針を確立した。
彼は、フィリピン大学で政治学と行政学の教授を務めた後、大学の元同僚らとともにカラヤーン・カレッジえお創立し、その学長も務めた。
アブエバは、スリガオ州とマニラ出身のマ・ソコロ・"コリン"・エンコルナシオン・アブエア（Ma Socorro (Coring) Encarnacion Abueva、故人）と結婚していた。ふたりの間の子には、ラネレ (Lanelle)、ホベルト (Jobert)、ロサンナ (Rosanna)、ホナス (Jonas) がいた。
アブエバは、2021年8月18日にリサール州アンティポロで死去した。

## フィリピンの統治への重要な貢献
2007年9月4日、フィリピン大統領府に置かれた教育に関する大統領タスクフォース (the Presidential Task Force on Education) の座長に、ビエンべニド・ネブレスが指名された。ネブレスとともにメンバーとなった4名は、アンへレス大学ファウンデーションの学長エマヌエル・アンヘレス (Emmanuel Angeles)、フィリピン商工会議所の会頭ドナルド・ディ (Donald Dy)、アジア経営大学院の教授ビクトル・リムリンガン (Victor Limlingan) と、フィリピン大学元学長のホセ・アブエバであった。この5人に、教育大臣イエスリ・ラパスや、ロムロ・ネリ、アウグスト・シユコ (Augusto Syjuco) が加わってタスクフォークが組まれた。大統領グロリア・マカパガル・アロヨは、8月24日に行政命令第635号 (Executive Order 635) に署名し、教育制度全体を評価、計画、監視する大統領タスクフォースを設置した。

## 引用される言葉
- 「（2007年の投票結果を無効にすべきという提案には）様々な理由がある。これはそのひとつに過ぎない。(There were many reasons (for the proposal to scrap the 2007 polls). That is just one of them.)」[18]- 人気についての言及。
- 「我々の選挙制度は、その時点（2007年）に、改革されていなかったかもしれない。それが、この選挙の信頼性に疑問を引き起こしている。(Our electoral system may not be reformed at that time (2007). This would raise questions on the credibility of the elections.)」[19]
- 「私は、彼（Ramos）の意見を尊重するが、委員会の勧告を支持する。彼は自分の意見を述べる権利があるが、我々は現実的な提案に注目すべきだ。(I respect his (Ramos) opinion but I am standing with the commission's recommendation. He is entitled to his opinions but we should look at the substantive proposals.)」[20]
- 「歴史を通して、数多くの戦争指導者たちがいたが、平和指導者というのはほとんどいない。私はこれを変える手助けをする決意だ。(Throughout history, there have been many leaders of war, but there have been few leaders of peace. I am determined to help change this.)」[21]

## 創価学会との関係
アブエバは、1990年の来日時に、創価学会の池田大作会長と会見して以降、交流を深め、1991年に池田がフィリピンを訪問し、フィリピン大学ディリマン校を訪問した際には、池田に名誉法学博士号を授与した。アブエバと池田は、同年（1928年）生まれであった。
2015年には、アブエバと池田の対談集『マリンロードの曙－共生の世紀を見つめて』が第三文明社から刊行された。
2021年に創価大学が開学50周年を迎えた際には、祝賀メッセージを送った。

## 関連文献
- Jose V. Abueva Some Advantages of Federalism and Parliamentary Government for the Philippines Philippine Center for Investigative Journalism Retrieved 13 December 2006.
- Jose V. Abueva. Consolidating our fragile democracy ABS-CBN News December 13, 2006.
- Maila Ager Under new form of gov't Arroyo can finish term as transition PM--Abueva Seen as part of transition Philippine Daily InquirerPhilippine Daily Inquirer July 28, 2005.
- Cesar Torres Jose V. Abueva and the Philippine Constitution in California - an appeal to the power elite in the Philippines SamarNews June 10, 2006.
- Ikeda, Daisaku (October 2000). “Refusing to Hate: Jose Abueva—Former President of the University of the Philippines”. SGI Quarterly (Tokyo: Soka Gakkai International).  オリジナルの2004-10-12時点におけるアーカイブ。 2017年10月26日閲覧。.
- Jaime Pilapil Criticisms drown out One Voice Manila Standard Today June 29, 2006.
- Lira Dalangin-Fernandez Abueva chosen head of Charter consultative body Philippine Daily Inquirer September 28, 2005.
- Ronnie E. Calumpita and Maricel V. Cruz  Abueva: Gov't shift will impact on GMA’s term Manila Times November 9, 2005.
- Proposed Charter changes to reflect views of Filipinos nationwide - Con-Com www.news.ops.gov.ph  October 12, 2005.
- Abueva Speaks Before SF Community On Charter Change Consulate General of the Philippines 24 April 2006.
- Sam Mediavilla Charter panel to tackle only specific provisions The Manila Times October 13, 2005.
- Books by Jose Veloso Abueva
- Edmundo Santuario III Federalism: Antidote to Separatism? Part 1
- Edmundo Santuario III Federalism: Antidote to Separatism? Part 2